# Barbara Sicharter
Barbara Sicharter (* 4. Dezember 1829 in Wenigzell; † 9. Februar 1905 in Vorau) war eine österreichische katholische Ordensgründerin.

## Lebenslauf
Barbara Sicharter wurde am 4. Dezember 1829 als Tochter des Bauern Joseph Sicharter und dessen Ehefrau Theresia in Wenigzell geboren. Die Volksschule besuchte sie drei Jahre lang. Nachdem 1858 ihre Mutter gestorben war, musste sie an ihrer Stelle die Arbeit am Hof übernehmen. Während einer fünfmonatigen Krankheit verfestigte sich ihr Wunsch, sich ganz Gott zur Verfügung zu stellen und den Menschen zu helfen. Ihren Wunsch trug sie dem 1855 als Kaplan nach Wenigzell bestellten Vorauer Chorherrn Karl Englhofer vor, der ihr geistlicher Vater wurde und bis zu seinem Tod blieb.
Ab 1865 widmete sich Barbara Sicharter mit drei Gefährtinnen aus Wenigzell ganz dem Dienst am Nächsten. Sie mietete das Tonihäusl in Schachen bei Vorau, und die Schwestern begannen als Mitglieder des III. Ordens des Hl. Franziskus ein klösterliches Leben. Die wegen der Farbe ihrer Kleidung so genannten Blauen Schwestern betätigten sich in der Spitals-, Haus- und Armenkrankenpflege.
1876 kaufte Barbara Sicharter das Stroblhaus am Rand des Marktes Vorau. Das Haus wurde danach als Krankenhaus genutzt und erstmals 1885 erweitert. 1880 übernahmen die Schwestern auch die Krankenpflege im Bürgerspital in Pöllau, womit sie auch ihre erste der späteren sieben Filialen begründeten.
Um den Bestand der Gemeinschaft in der Zukunft zu sichern (Barbara war Rechtsinhaberin und Eigentümerin des Besitzes), gründeten die Schwestern einen weltlichen Verein, der 1897 staatlich anerkannt wurde. Zu dessen Vorsteherin wurde Barbara Sicharter gewählt und blieb es bis zu ihrem Tode.
1898 führte der Orden eine einheitliche, klösterliche Tracht ein.
Da um 1900 die Zahl der Patienten schon auf 100 angestiegen war, wurde 1902 das Schwesternhaus durch einen Zubau erweitert und ein zeitgemäß eingerichtetes Krankenhaus geschaffen.
Barbara Sicharter starb am 9. Februar 1905 im Alter von 75 Jahren in Vorau an einem durch eine Lungenentzündung verursachten Herzstillstand. Die einfache Bauerntochter aus Wenigzell war Kloster- und Spitalsgründerin geworden. Die Beerdigung fand am 11. Februar 1905 am örtlichen Friedhof statt.
Ihre Nachfolgerin wurde Josefa Schweizer. 1928 wurde die Schwesterngemeinschaft vom Papst als eine kirchliche Kongregation diözesanen Rechts mit dem Namen Kongregation der Schwestern von der Unbefleckten Empfängnis in Vorau genehmigt. Zumeist werden die Schwestern aber einfach Vorauer Schwestern oder auch Marienschwestern genannt.
Das im Laufe der Zeit immer wieder erweiterte und modernisierte Marienkrankenhaus Vorau besitzt derzeit rund 130 Betten. 51 Schwestern gehören heute der Gemeinschaft an.
In Vorau wurde die Barbara-Sicharter-Straße ⊙ nach ihr benannt.
Am 4. Mai 2022 eröffnete Diözesanbischof Wilhelm Krautwaschl das Seligsprechungsverfahren für Barbara Sicharter.